# Peniagone elongata
Peniagone elongata is een zeekomkommer uit de familie Elpidiidae.
De wetenschappelijke naam van de soort werd in 1879 gepubliceerd door Johan Hjalmar Théel.